# شب دوازدهم تولد مسیح (تعطیلات)

شب دوازدهم تولد مسیح (انگلیسی: Twelfth Night) عنوان جشنواره‌ای است در بعضی از فرقه‌های مسیحیت که منتسب به شب عید تجلی و ظهور عیسی می‌باشد که در دوازدهمین روز بعد از کریسمس که مصادف با ۵ یا ۶ ژانویه می‌باشد برگزار می‌گردد. در زمان‌های قدیم به هنگام اجرای این جشن نمایش‌های بزرگ اجرا می‌گردید.

## نگارخانه

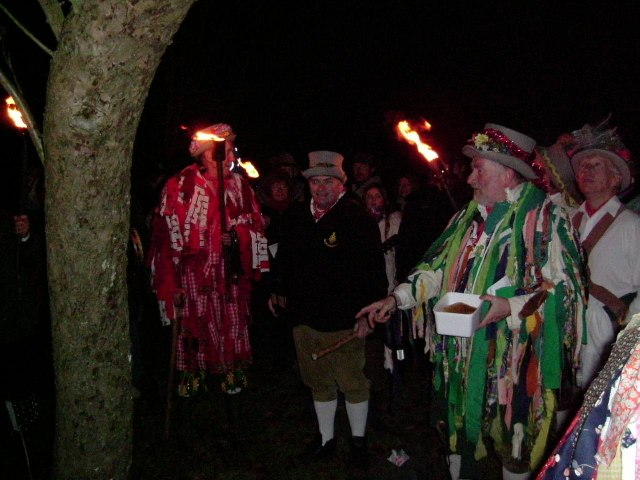
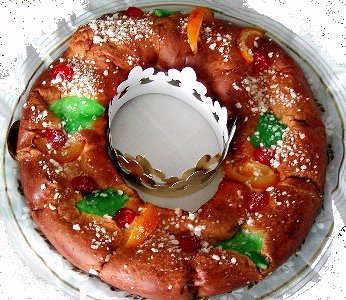
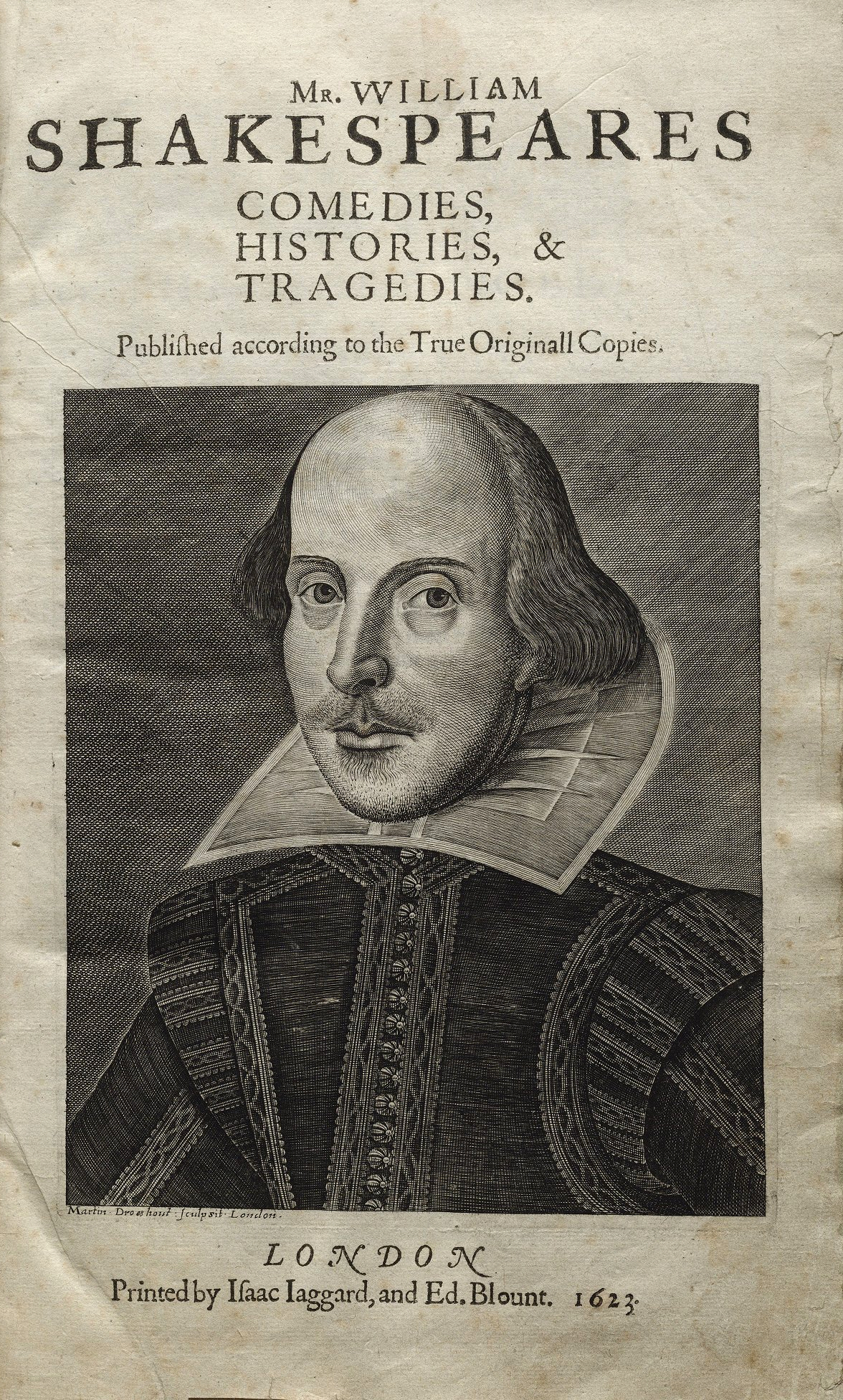